# Imaginary Diseases
Az Imaginary Diseases Frank Zappa posztumusz kiadású albuma a Petit Wazoo néven ismertté vált 1972-es turnéjáról. Zappa két CD-nyi anyagot állított össze ennek a turnénak az anyagából, ebből egyelőre csak az Imaginay Diseases jelent meg.

## A lemezen elhangzó számok
Minden szám szerzője Frank Zappa.
1. Oddients – 1:13
2. Rollo – 3:21
3. Been to Kansas City in A Minor – 10:15
4. Farther o'Blivion – 16:02
5. D.C. Boogie – 13:27
6. Imaginary Diseases – 9:45
7. Montreal – 9:11

## Háttérinformációk a lemezről
Az Imaginary Diseases album a később Petit Wazoo néven ismertté vált 1972-es őszi turné hanganyagából válogat.
A turné előzménye, hogy Zappát 1971 decemberében Londonban valaki a közönségből a zenekari árokba lökte, aminek következtében jó félévre tolókocsiba kényszerült. Ezalatt az idő alatt a Mothers of Invention szétszéledt, Zappa pedig otthon nagyobb lélegzetű, sok fúvósra hangszerelt zenedarabokat írt, amelyeket a Grand Wazoo és a Waka/Jawaka lemezeken adott ki 1972 tavaszán, többnyire az adott alkalomra felvett sessionzenészekkel.
Ősszel (a lemezfelvételekkel csak kis átfedésben levő) big banddel indult el egy mindössze nyolcállomásos világkörüli turnéra (erről lásd a Wazoo lemezt!), és ennek a zenekarnak egy csökkentett létszámú, tíztagú változatával játszottak aztán tovább. A plakátokon a zenekar Hot Rats Orchestra néven (vagy Mothers of Invention/Hot Rats/Grand Wazoo néven) szerepelt, a Grand Wazoo – Petit Wazoo elnevezés csak később ragadt ezekre a felállásokra.
A turnéról korábban semmiféle hanganyag nem jelent meg, a puszta létéről is csak kalózfelvételekből lehetett tudni, így a posztumusz megjelenésű Imaginary Diseases igazi szenzációként hatott 2006-ban. A fülszöveg szerint a lemez anyagát maga Frank Zappa válogatta, keverte és vágta; meg nem erősített hírek szerint létezik még egy ki nem adott, már összeállított felvétel ugyanerről a turnéról.
A lemezen – a repertoárhoz, a sok fúvóshoz és a gazdag hangszereléshez képest talán meglepően – sok a gitárszóló, de a Wazoo lemez fülszövegének tanúsága szerint ez már a korábbi turnén Zappa kimondott szándéka volt:
Mintegy mellékesen Zappa már az új felállású Mothers-en gondolkodik, ami október végétől turnézna november közepéig, és amiben reményei szerint többet fog gitározni a korábbi turnéihoz képest.
Szintén újdonság a lemezen a korábban kiadatlan Imaginary Diseases című, a lemez címét is adó instrumentális szerzemény. A cím utalás lehet a Stinkfoot című számban (Apostrophe(')) előforduló "képzelt betegségekre".

## A zenészek
- Frank Zappa – karmester, gitár, ének
- Malcolm McNab – trombita
- Gary Barone – trombita, szárnykürt
- Tom Malone – tuba, szaxofon, pikoló trombita, trombita
- Earl Dumler – fafúvósok
- Glenn Ferris – harsona
- Bruce Fowler – harsona
- Tony Duran – slide gitár
- Dave Parlato – basszusgitár
- Jim Gordon – dobok

## A technikai stáb
- Frank Zappa – zeneszerző/producer/előadó/vágó/hangmérnök/machinátor
- Joe Travers – raktármester
- Doug Sax & Robert Hadley – maszterelés
- Steve Vai – fülszöveg a kísérőfüzetben